# ارنست وسترلوند
ارنست وسترلوند (انگلیسی: Ernst Westerlund; ۱۸ مارس ۱۸۹۸ – ۱۳ اکتبر ۱۹۶۱) قایقران قایق بادبانی اهل فنلاند بود.